# 萧嶚
孝惠太子蕭嶚（6世纪？—550年代），字道遠，梁宣帝蕭詧长子，梁明帝蕭巋之兄。母为宣靜皇后王氏。
蕭嶚幼年聦敏，有成人之量。侯景之乱期间，岳阳王萧詧为叔父湘东王萧绎所逼，派王妃和萧嶚入西魏为人质求援。大统十六年（550年），西魏封南梁岳陽王蕭詧為梁王，遂立蕭嶚为世子。蕭嶚不久即病卒。
大定元年（555年），蕭在西魏的扶持下稱帝，建立西梁政权，追封蕭嶚为皇太子，谥曰孝惠。